# 罗纳德·罗斯
羅納德·羅斯爵士，KCB（英語：Sir Ronald Ross，1857年5月13日—1932年9月16日），蘇格蘭醫師，他曾經以軍醫的身分參加第三次緬甸戰爭，同時他也寫了一些詩與小說。主要研究瘧疾的侵入機制與治療方法，且在西非發現傳播瘧疾的瘧蚊，於1902年獲得諾貝爾生理學或醫學獎。
羅斯是英國陸軍將軍 CCG Ross 爵士的兒子。1875 年，他開始在倫敦的聖巴塞洛繆醫院學習醫學；1881 年進入印度醫療服務部門。他於 1892 年開始研究瘧疾。1894 年，他決定在印度對 拉佛杭(Charles Louis Alphonse Laveran) 和 萬巴德(Patrick Manson) 的蚊子與疾病傳播有關的假設進行實驗研究。經過兩年半的失敗，羅斯成功地證明了瘧原蟲在蚊子體內的生命週期，從而確立了拉佛杭和萬巴德的假說。1899 年，他在阿爾弗雷德·瓊斯爵士(Alfred Lewis Jones)的指導下加入了利物浦熱帶醫學院。他立即被派往西非繼續調查，在那裡，他發現了傳播致命非洲熱病的蚊子。從那時起，學校一直不懈地努力改善健康狀況，尤其是減少西非的瘧疾。羅斯的研究得到了很多權威人士的證實和協助，尤其是Koch、Daniels、Bignami、Celli、Christophers、Stephens、Annett、Austen、Ruge、Ziemann 等。
1901 年，羅斯當選為英國皇家外科醫學院院士，同時也是皇家學會院士，1911 年至 1913 年擔任皇家學會副主席。1902 年，他被任命為巴斯最榮譽勳章的同伴由英國國王陛下主持。1911 年，他被提升為同一騎士團的騎士指揮官。在比利時，他被授予利奧波德二世勳章。
1902 年，為了紀念熱帶醫學院的創始人兼主席阿爾弗雷德·瓊斯爵士 (Alfred Lewis Jones/Sir Alfred Jones)為熱帶醫學院做出的寶貴貢獻，人們發起了一項運動，在大學學院設立了一個與熱帶醫學院相關的熱帶醫學教席。 該運動得到了熱烈的支持，並迅速籌集到足夠的資金來設立“阿爾弗雷德·瓊斯爵士的熱帶醫學主席”。 羅斯於 1902 年被任命為教授，並一直擔任主席，直到 1912 年他離開利物浦，並被任命為倫敦國王學院醫院的熱帶病醫師，他與利物浦熱帶衛生部主席一起擔任該職位。 他一直擔任這些職位，直到 1917 年被任命為戰爭辦公室的瘧疾學顧問，他以這種身份服務，並與當時在戰鬥部隊中發生的流行性瘧疾有特殊聯繫，被提升為騎士指揮官 ，聖邁克爾和聖喬治，1918 年。他後來被任命為養老金部的瘧疾顧問。 1926 年，他擔任由他的崇拜者創建的羅斯熱帶病與衛生研究所和醫院的主任一職，他一直擔任這一職位直至去世。 他還是熱帶醫學協會的主席。 他的回憶錄（倫敦，1923 年）被“銘刻在瑞典人民和阿爾弗雷德·諾貝爾的記憶中”。
在這一活躍的職業生涯中，羅斯的興趣主要在於在世界不同國家發起預防瘧疾的措施。 他在西非、蘇伊士運河地區、希臘、毛里求斯、塞浦路斯以及受 1914-1918 年戰爭影響的地區等許多地方進行了調查並發起了計劃。 他還發起了在印度和錫蘭的種植業中預防瘧疾的組織，這些組織已被證明是成熟的。 他對瘧疾流行病學及其調查和評估方法做出了許多貢獻，但也許他最偉大的貢獻是開發了用於研究瘧疾流行病學的數學模型，該模型始於 1908 年關於毛里求斯的報告，並在他的《預防瘧疾》中進行了闡述 1911 年，並在 1915 年和 1916 年皇家學會發表的科學論文中以更一般化的形式進一步闡述。這些論文代表了一種深刻的數學興趣，不僅限於流行病學，而且使他對純數學和應用數學都做出了重大貢獻 . 與 «pathometry» 相關的那些最為人所知，並且在 40 年後構成了對昆蟲傳播疾病的流行病學理解的基礎。
通過這些作品，羅斯以發現蚊子傳播瘧疾的形式繼續他的偉大貢獻，但他也為許多其他追求找到了時間和精力，成為詩人、劇作家、作家和畫家。 特別是，他的詩歌作品為他贏得了廣泛的讚譽，這與他的醫學和數學地位無關。
除了諾貝爾獎之外，他還獲得了許多榮譽，並被授予歐洲大多數國家和許多其他大陸的學術團體的榮譽會員資格。 1910 年，在卡羅琳學院百年慶典上，他在斯德哥爾摩獲得榮譽醫學博士學位。 雖然他的活潑和一心一意地追求真理引起了一些人的摩擦，但他在歐洲、亞洲和美洲擁有廣大的朋友圈，他們尊重他的個性和才華。
Ross 於 1889 年與 Rosa Bessie Bloxam 結婚。他們有兩個兒子，Ronald 和 Charles，以及兩個女兒，Dorothy 和 Sylvia。他的妻子於 1931 年去世，羅斯一直在她身邊，直到一年後，他在長期患病後於 1932 年 9 月 16 日在倫敦羅斯研究所去世。

## 生平
羅納德·羅斯出生於印度阿爾莫拉，在英國接受教育。1881 年，他成為印度的一名軍醫，並在那裡開始研究瘧疾的傳播方式。羅斯於 1899 年開始在西非工作，尋找抗擊瘧疾的方法。他是一個多才多藝的人，對詩歌、音樂和數學都很感興趣。他使用後者創建了疾病傳播的數學模型，這成為流行病學的有用工具。

## 成就
在熱帶地區，瘧疾是一種常見的疾病，會引起高燒和其他症狀。在 Alphonse Laveran 在受感染者的血液中檢測到導致疾病的寄生蟲後，有人試圖繪製單細胞生物的生命週期圖。由於這種寄生蟲只在血液中被發現，研究人員懷疑它是由吸血蚊子傳播的，並在其中度過了其生命週期的一部分。羅納德·羅斯讓蚊子從感染瘧疾的人身上吸血，1897 年他在某種蚊子的胃裡發現了生命某個階段的瘧原蟲。